# Lilla Tolaråstjärnen
Lilla Tolaråstjärnen är en sjö i Vansbro kommun i Dalarna och ingår i Norrströms huvudavrinningsområde.